# فابین هام
فابین هام (انگلیسی: Fabienne Humm؛ زادهٔ ۲۰ دسامبر ۱۹۸۶) بازیکن فوتبال اهل سوئیس است.

وی همچنین در تیم ملی فوتبال زنان سوئیس بازی کرده‌است.